# Fernando Valera Sánchez
Fernando Valera Sánchez (Bullas, Región de Murcia, 7 de marzo de 1960) es un obispo católico español, obispo de Zamora.

## Biografía

### Primeros años
Nació en Bullas (Murcia) el 7 de marzo de 1960, hijo de José y de Catalina, tiene dos hermanos. Bautizado en la Parroquia Ntra. Sra. del Rosario de Bullas en la Solemnidad de San José.

### Formación
En 1977, a los diecisiete años, ingresó en el Seminario Mayor San Fulgencio de la diócesis de Cartagena, entonces ubicado en Granada, y realizó los estudios eclesiásticos en la Facultad de Teología de Granada. 
Tras licenciarse en Filosofía en la Universidad de Murcia (1987), realizó una segunda licenciatura (1995) y el doctorado (2001) en Teología espiritual en la Universidad Pontificia de Comillas. Posteriormente se trasladó a Roma, donde completó sus estudios en la Pontificia Universidad Gregoriana.

### Sacerdocio
En Murcia fue ordenado diácono el 3 de abril de 1983 y en Bullas, presbítero, el 18 de septiembre de 1983.
Ha publicado varias obras: En medio del mundo; Espiritualidad secular del presbítero diocesano y El Espíritu Santo y la vida del presbítero y diversos artículos de revistas especializadas. Ha colaborado en congresos, ha sido director de tesis de licenciatura y doctorado y ha formado parte de distintos tribunales académicos.
Durante su ministerio sacerdotal ha desempeñado diversos encargos pastorales: vicario parroquial de Nuestra Señora del Rosario (La Unión), San Nicolás de Bari  (San Ginés) y Nuestra Señora de la Asunción (Molina de Segura); párroco de san Antonio de Padua (Mazarrón); misionero en Bolivia; párroco de Nuestra Señora de Loreto (Algezares), de Santiago Apóstol (Lorquí), de Nuestra Señora del Rosario (Puente Tocinos) y de La Purísima (Javalí Nuevo).
También ha ocupado diversos cargos en la diócesis de Cartagenaː vicario episcopal de la zona pastoral Suburbana 1 (2010), director espiritual del Seminario Mayor (2011); canónigo de la catedral de Murcia (2019); profesor del Instituto Teológico de San Fulgencio (Murcia) y miembro del Colegio de Consultores.
Asimismo ha estado al frente de la pastoral de acogida y escucha a las víctimas de abusos de la Delegación episcopal para la protección del menor y de los adultos vulnerables.

### Episcopado
El 30 de octubre de 2020 el papa Francisco lo nombró obispo de Zamora.
La ordenación episcopal y toma de posesión tuvo lugar en la catedral de Zamora el 12 de diciembre de 2020.
Por su condición de Obispo de Zamora es el presidente nato de la Real Cofradía de Caballeros Cubicularios de Zamora.
En la Conferencia Episcopal Española es, desde marzo de 2024, miembro de la Subcomisión Episcopal para las Universidades y la Cultura de la Comisión Episcopal para la Educación y la Cultura. Anteriormente ha sido miembro de la Comisión Episcopal para el Clero y los Seminarios (2020-2024).